# Clathria polita
Clathria polita är en svampdjursart som först beskrevs av Ridley 1881.  Clathria polita ingår i släktet Clathria och familjen Microcionidae. Inga underarter finns listade i Catalogue of Life.